# Ten Mile Pond
Der Ten Mile Pond (engl. für „Zehn-Meilen-Teich“) ist ein See im Gros-Morne-Nationalpark in der kanadischen Provinz Neufundland und Labrador.

## Lage
Der Ten Mile Pond befindet sich in den Long Range Mountains im Westen der Insel Neufundland. Der langgestreckte See hat eine Länge von 4,4 km und eine maximale Breite von 560 m. Die Wasserfläche beträgt 214 ha. Der Ten Mile Pond ist in Ost-West-Richtung ausgerichtet. Er wird im Süden vom 807 m hohen Gros Morne, im Norden von den 756 m hohen Rocky Harbour Hills flankiert. Der See wird am westlichen Ende zum westlich gelegenen Eastern Arm Pond und von diesem weiter zur Bonne Bay entwässert.
Der Ten Mile Pond wurde ähnlich wie der 12,5 km weiter nördlich gelegene Western Brook Pond vor etwa 25.000 bis 10.000 Jahren während der letzten Kaltzeit durch Gletscher geformt. Die Gletscher sind in der Zwischenzeit abgeschmolzen und damit einhergehend hat sich das Land gehoben. Der See liegt heute auf einer Höhe von 140 m und weist eine maximale Wassertiefe von 61 m auf.